# 少林武王
《少林武王》（英語：Shaolin King of Martial Arts）是2002年中国拍攝製作的武侠电视剧，本剧以明朝嘉靖年间南少林抗击倭寇故事为背景，由张鑫炎、刘家成、吴家骀导演。主要演员有吴京、雅琦、淳于姗姗、高海燕、黄奕、于承惠、计春华、于海、徐向东。

## 演员表
- 吴京 饰 昙志/戚少正（配音：张澎）
- 法提麦·雅琦 饰 小妮（配音：徐晓青）
- 淳于珊珊 饰 三脚/陆子丰（配音：陆揆）
- 高海燕 饰 法静/河野华子（配音：李桃李）
- 黄奕 饰 鸥女（配音：徐晓青）
- 于承惠 饰 童大宝（配音：陆建艺）
- 计春华 饰 昙非（配音：郭政建）
- 于海 饰 善通（配音：赵述仁）
- 徐向东 饰 圆照（配音：李立宏）
- 许还山 饰 爷爷（配音：李立宏）
- 王珏 饰 至一（配音：程寅）
- 谭俏 饰 法严（配音：张震）
- 肖跃文 饰 法灵
- 隋抒洋 饰 法能/钟阿螺（配音：张震）
- 陈剑峰 饰 法明（配音：金永钢）
- 杨凡 饰 大岛正雄（配音：齐杰）
- 吴忆江 饰 大憨（配音：程寅）
- 田海燕 饰 白荷（配音：扈茜茜）
- 可心 饰 红莲（配音：徐晓青）
- 靳德茂 饰 于飞
- 丁小蛙 饰 梨花（配音：李桃李）
- 舒燕 饰 阿香
- 林洁 饰 梅花
- 赵莲芬 饰 菊花
- 释小虎 饰 悟凡（配音：田波）
- 郝媛 饰 若兰（配音：扈茜茜）
- 刘芳 饰 钟阿姆（配音：张欣）
- 张浩 饰 鬼四郎
- 吕强 饰 八大锤
- 许朝阳 饰 法亮
- 覃俭 饰 昙谦
- 纪雪菲 饰 慧玉师太（配音：李桃李）
- 张子红 饰 香妙
- 莫美林 饰 铜头僧
- 李玉忠 饰 老乌鸦
- 吕小圣 饰 西田鸠
- 黄海冰 饰 嘉靖皇帝（配音：张震）